# 13 Jeux de mort
Pour plus de détails, voir Fiche technique et Distribution.
13 Jeux de mort  (13 เกมสยอง) est un thriller thaïlandais écrit et réalisé par Chukiat Sakveerakul, et sorti le 5 octobre 2006 dont les thèmes sont la dignité humaine, l'avidité et la soumission à l'autorité.
Le film suit Pusit qui reçoit un mystérieux coup de téléphone qui l'invite à participer à un jeu, avec à la clé 100 millions de baths (environ 2 millions d'euros). Mais pour rafler la mise, Pusit doit d'abord accomplir 13 épreuves.
Ce film se base sur une fameuse bande dessinée thaï (comic book) : "The 13 Quiz Show".

## Synopsis
Les différentes épreuves :
Tuer une mouche avec un journal, manger cette même mouche, faire pleurer trois enfants de maternelle, voler de l'argent à un mendiant, manger de la crotte de chien, faire une offrande à une personne spécifique à un arrêt de bus précis pour que celui-ci lui donne le numéro du bus où se trouvera son futur téléphone et sa sixième épreuve (qui est finalement une racaille à tabasser), sortir un macchabée en décomposition depuis une dizaine de jours d'un puits et appeler sa famille pour lui dire que celui-ci est mort en moins de 10 minutes, tabasser avec une chaise le nouveau petit ami de son ex, trouver la personne de la chambre 805, faire ce que cette personne dit (soit tendre une corde à linge très solide qui traverse la route, Pusit ne le sait pas au début et ne s'en rend compte que trop tard), tuer son amie Tawng ou le chien de son amie, trouver une clé dans des boyaux de vache (qu'il devait lui-même éventrer), tuer son père.
Les épreuves sont au départ très anodines, et deviennent de plus en plus inhumaines, prouvant qu'un être bon de nature peut vite devenir un être dangereux et cruel à cause de l'argent. Pusit échoue à la dernière épreuve et est tué par son père qui participe également au jeu. 
Sélection des candidats
Les candidats sont choisis à cause de certaines caractéristiques, comme par exemple avoir une vie ou relation amoureuse complexe ou nulle, perdre ou n'avoir aucun emploi, être endetté ou être pauvre, avoir une vie familiale difficile… En un mot, être au fond du trou, être désespéré.
Conditions de victoire et défaite :
Pour gagner, il faut réussir les treize épreuves. Bien qu'il gagne de l'argent à chaque épreuve, le candidat perd tout si une des trois clauses du contrat n'est pas respectée.
Ces clauses de défaite sont : Demander que le jeu s’arrête, faire savoir que le candidat participe, ou chercher la source du jeu, se renseigner sur ses concepteurs, etc.

## Distribution
- Krissada Terrence : Puchit
- Achita Sikamana : Tong
- Sarunyu Wongkrachang : Surachai
- Penpak Sirikul : Maggie